# Kentaro Ishikawa
Kentaro Ishikawa (石川 健太郎 Ishikawa Kentaro?), född 12 februari 1970 i Chiba prefektur, är en japansk före detta fotbollsspelare.
Ishikawa började sin karriär 1993 i Kashiwa Reysol. Han avslutade karriären 1998.